# Phantom Nightmare – Phantom des Todes
Phantom Nightmare – Phantom des Todes ist ein US-amerikanischer Horrorfilm aus dem Jahr 1989, der auf Motiven von Gaston Leroux Roman Das Phantom der Oper basiert, zeitlich jedoch in die Gegenwart der 1980er Jahre verlegt wurde und als Ort der Handlung nicht Frankreich, sondern die USA wählte. In der Titelrolle agiert Derek Rydall an seiner Seite spielt Kari Whitman, Regie führte Richard Friedman.

## Handlung
Im neu eröffneten, supermodernen Midwood Einkaufszentrum verschwinden mehrere Angestellte. Einer von ihnen wird tot und entsetzlich zugerichtet auf dem Schreibtisch des Besitzers Harv Posner aufgefunden.
Gleichzeitig wird die junge Melody Austin, die ebenfalls im Midwood arbeitet, von einem Unbekannten mit Geschenken überhäuft, die eindeutig aus dem Sortiment des Einkaufszentrums stammen. Mit ihrem Arbeitsplatz verbinden sie gemischte Gefühle. Denn an dem Ort, wo nun das riesige Einkaufsparadies steht, befand sich noch vor einem Jahr das Zuhause ihrer großen Liebe Eric Matthew. Doch eines Nachts ist sein Haus aus ungeklärten Gründen in Flammen aufgegangen und er ist in dem Feuer umgekommen.
In Melody regt sich der Verdacht, dass der Hausbrand kein Unfall gewesen ist und Eric noch am Leben sein könnte, weswegen sie den Privatdetektiv Peter Baldwin engagiert, der Ermittlungen in diese Richtung anstellen soll. Im Zuge der Ermittlungen und weiterer Gewalttaten, die offensichtlich in erster Linie dem Zweck dienen, Harv Posner zu schaden, stellt sich heraus, dass der Hausbrand, bei dem Eric Matthews umgekommen ist, alles andere als ein Unglücksfall war.
Posner hatte bereits alles Nötige für sein neues Super-Einkaufszentrum bereits in die Wege geleitet, da er, bis auf das Matthew-Haus, im Besitz des gesamten Grund und Bodens war. Seinem Vorhaben stand nur noch im Weg, dass der junge Eric sich wiederholt geweigert hatte, sein Elternhaus zu verkaufen. Daraufhin ließ Posner es niederbrennen, um seinen Plan verwirklichen zu können. Was er jedoch nicht mit einplanen hatte können, war, dass Eric den Brand schwer entstellt überlebt und sich in den Lagerhallen unter dem Einkaufszentrum eingenistet hatte, um auf den geeigneten Moment für seine Rache zu warten – und darauf, den Kontakt zu seiner großen Liebe Melody wieder herzustellen.
Als Eric sich ihr, seine Verbrennungen mit einer weißen Halbmaske verdeckend, zu erkennen gibt, ist sie jedoch abgestoßen, weniger wegen seines Aussehens, sondern vielmehr wegen der grausamen Morde, die er verübt hat. Von ihrer Zurückweisung hart getroffen, verliert Eric sich nach Melodys Zurückweisung in einen regelrechten Tötungsrausch. In seinem Wahn plant er zudem, das gesamte Einkaufszentrum in die Luft zu sprengen. Doch zuerst will er Rache an Posner nehmen. Während einer Galaparty zu Ehren der Eröffnung des Midwood schlägt er gnadenlos zu. Im Zuge der Auseinandersetzung tötet Eric die Bürgermeisterin Wilton, die ein Verhältnis mit Posner hatte und ihn damals erst auf die Idee mit dem Feuer gebracht hatte.
Auf Harv Posner richtet Eric einen Flammenwerfer, der den Mann in Brand setzt und als lebende Fackel gegen ein Regal mit Propangas-Flaschen taumeln lässt, woraufhin es zu einer Explosion kommt. Dadurch werden auch die Sprengsätze, die Eric zuvor gelegt hatte, gezündet. In einer gewaltigen Explosion wird das Midwood Einkaufszentrum zerstört. Unter den brennenden Trümmern findet auch Eric Matthews den Tod.

## Kritik
Das Lexikon des internationalen Films zeigte sich wenig angetan von dem Film und stellte fest: „Missglückte Mischung aus Horror- und Actionfilm, nach Motiven von Gaston Leroux’ ‚Das Phantom der Oper‘.“

## Schnittfassungen
Neben der Kinofassung exitisiert noch eine Version, die für das US-amerikanische Fernsehen angefertigt wurde. Gekürzt um Gewalt- und Sexszenen, weist diese allerdings erweiterte Handlungsszenen auf. Ferner wurde auch eine als Phan Cut betitelte Version erstellt, die die beiden anderen Fassungen kombiniert.